# نيكولاس موراي باتلر
نيكولاس موارى بتلر (Nicholas Murray Butler) هو أكاديمي وسياسي أمريكي ولد في 2 أبريل 1862 بولاية نيوجيرسي وتوفي في 7 ديسمبر عام 1947.

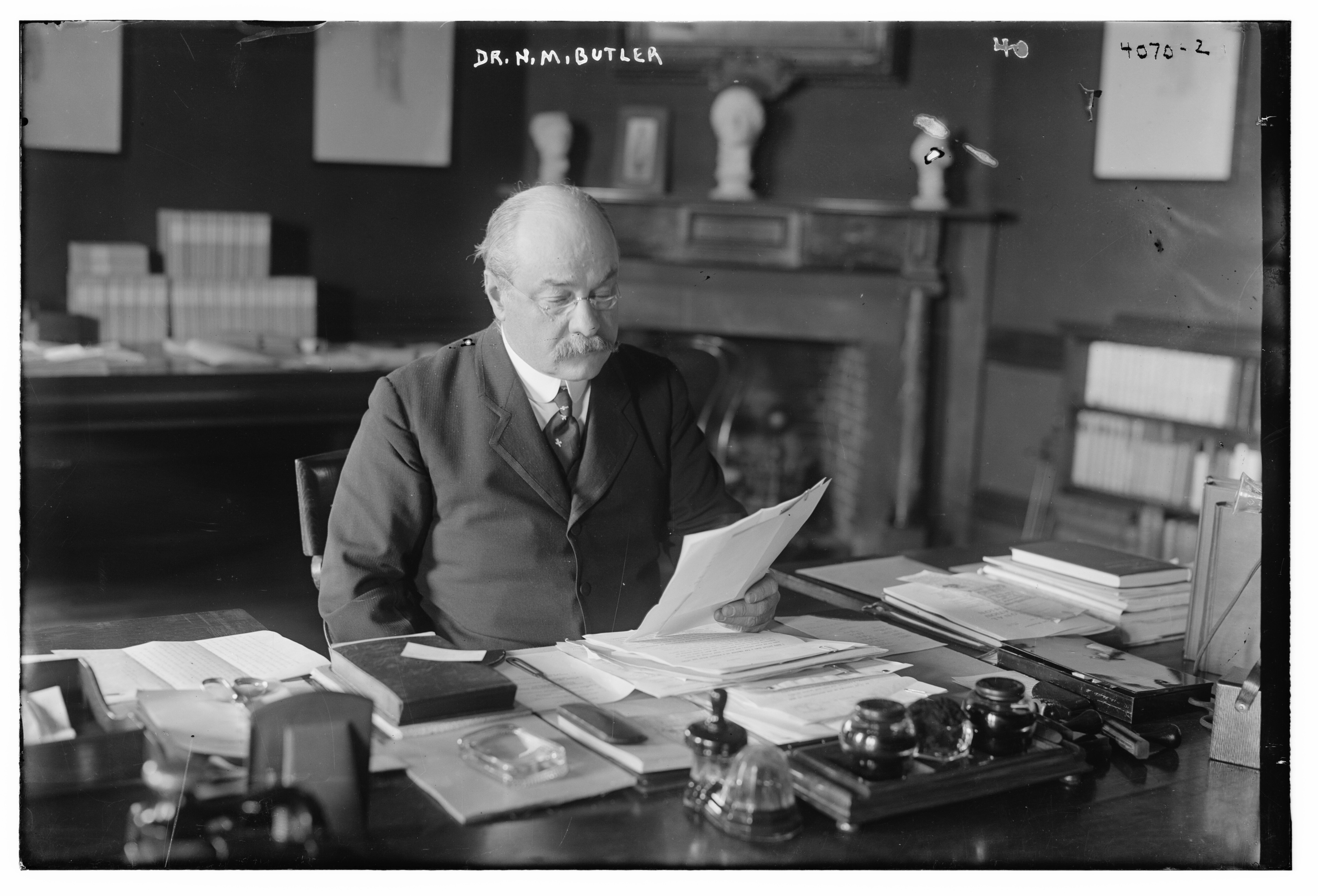
بتلر في عام 1916

ترأس سنة 1901 جامعة كولومبيا التي سبق أن تخرج منها. هو كذلك عضو في الحزب الجمهوري. تقدم سنة 1920 للانتخابات الأولية عن الحزب الجمهوري للترشح لمنصب رئيس الجمهورية ولكنه هزم من قبل وارن هاردنج. عاود الترشح سنة 1928 ولكنه فشل مرة أخرى. تحصل سنة 1931 على جائزة نوبل للسلام لترويجه لميثاق بريان كيلوج.

## روابط خارجية
- نيكولاس موراي باتلر على موقع IMDb (الإنجليزية)
- نيكولاس موراي باتلر على موقع الموسوعة البريطانية (الإنجليزية)
- نيكولاس موراي باتلر على موقع مونزينجر (الألمانية)
- نيكولاس موراي باتلر على موقع إن إن دي بي (الإنجليزية)